# Decimomannu
Decimomannu település Olaszországban, Szardínia régióban, Cagliari megyében. Lakosainak száma 8373 fő (2023. január 1.). Decimomannu Decimoputzu, San Sperate, Uta, Villasor, Assemini, Villaspeciosa és Siliqua községekkel határos.

## Népesség
A település lakossága az elmúlt években az alábbi módon változott:
| Lakosok száma | 8161 | 8234 | 8373 |
|               | 2017 | 2018 | 2023 |